# Londonderry (Dauphin, Pennsylvania)
Londonderry (angolul: Londonderry Township) az Amerikai Egyesült Államok Pennsylvania állama Dauphin megyéjében fekvő, önkormányzat és statisztika nélküli község, önkormányzata Middletownban található. Lakossága 2016-ban 5200 fő volt.

## Fekvése
Londonderry a megye legdélibb települése, mely a megyeszékhely Harrisburgtől a 230-as számú állami országúton 23 km-re fekszik, az állam fővárosától, Philadelphiától pedig körülbelül 170 kilométerre, a Susquehanna folyó és a Swatara-patak összefolyásának partján.
Közigazgatási területén több sziget található, így a Shelly, a Hill és az Elliot's. Ez utóbbit ma már Three Mile Island-nek hívják, s ez az, amelyik atomerőművének balesetéről híresült el.

## Története
A község eredetileg a susquehannock (szaszkvehannok) indián törzs területe volt. Az első lakók Skóciából Írországba került telepesek  voltak, akik a katolicizálás elől menekültek tovább Észak-Amerikába a 18. században. Eredetileg Derry néven alapítottak települést, amit azonban 1767-ben kettéválasztottak: a nyugati része Derry maradt, a kelet fele Londonderry lett.  Az Írországi gyökereket a település névválasztása is alátámasztja: a névadó Londonderry Írország második legnagyobb városa.

### Az atomerőmű
Az erőművet a sziget neve után (Three Mile Island) gyakran rövidítik TMI-nek, és mivel middletowni címe van, de Harrisburghoz is igen közel fekszik, mindkét település nevét használják megnevezésekor (pl.: TMI 2-es blokk, harrisburgi atomerőmű, middletowni reaktor stb.)
1968-ban kezdték építeni, és 1974-ben adták át a Three Mile Island atomerőmű 1-es, 837 MW energiát termelő reaktorát. Ez ma az Exelon Corporation üzemelteti, több mint 600 dolgozóval. A 2-es blokkot 1978-ban adták át, ebben történt 1979-ben a reaktor részleges leolvadásával járó üzemzavar, amelyet máig, mint az Egyesült Államok legsúlyosabb nukleáris balesetét tartanak számon. Ez a reaktor azóta nem működik, felszámolását jelenleg a First Energy Company végzi.
Az 1-es blokk 2034-ig szóló működési engedéllyel rendelkezik, de felmerült, hogy már korábban, 2019-ben bezárják.
A településen a balesetet követően számos közegészségügyi vizsgálat zajlott, melyek eredményét tanulmányokban foglalták össze. Vizsgálták az 1981., 1982. és 1988. évi csecsemőhalandóságot, 1982-ben a pajzsmirigyhormon rendellenességet jelentő Hypothyreosis előfordulását, szintén 1985-ben és 1989-ben öt évre visszamenőleg a daganatos megbetegedések számát, 1991-ben pedig ismét a daganatos megbetegedéseket, és kifejezetten a gyerekek egészségi állapotát. Egyetlen esetben sem találtak növekedést az 1979 előtti betegségek és halálozási okok számában. Ugyanakkor a stressz megnövekedését évekig ki tudták mutatni, így a balesetnek fiziológiai következményei nem voltak, de pszichológiai hatása igen.
Az erőmű fűtőelemeit végül 1990-re szállították el, kivéve néhány hulladékot a reaktor hűtőterében. A 2-es reaktor 1993 óta megfigyelés és utóellenőrzés alatt áll, a tisztítási munkálatok befejeződtek, bontás még nem kezdődött el. A bezárás becsült dátuma 2036.